# Йшов по місту чарівник
«Йшов по місту чарівник» (рос. Шёл по городу волшебник) — повість радянського письменника Юрія Томіна в жанрі літературної казки, що розповідає про хлопчика, який знайшов коробку з чарівними сірниками, здатними виконувати бажання. Вперше опублікована 1963 року.

## Сюжет

### Дрібні чудеса
Толик Рижков - простий четверокласник з Ленінграда, якому, однак, не чужі негативні риси характеру - лінь, нечесність, хвастощі і марнославство. Якось Толик порушує правила вуличного руху і, тікаючи від міліціонера, випадково потрапляє до дивного подвір'я, з якого немає виходу. Посеред двору стоїть невелика будівля, в якій Толік зустрічає дивного хлопчика з холодними блакитними очима, який скрупульозно рахує коробки з сірниками. Толік, намагаючись привернути його увагу, ненароком бере один із них, на що хлопчик несподівано агресивно реагує і Толік, злякавшись, якимось чином тікає з будівлі та таємничого двору.
Через деякий час він дізнається, що коробка - чарівна і, якщо зламати сірник і загадати бажання, воно відразу ж виконується. Толик починає творити різні дрібні чудеса, але через них все його життя йде шкереберть, він свариться з кращим другом Мишком Павловим (але пізніше мириться з ним), а всі навколишні люди вже не можуть спілкуватися з ним так само, як раніше. Зрештою, він уже не знає, як подолати той клубок проблем, що утворився внаслідок бездумного виконання всіх його бажань, але найгірше попереду — дивний хлопчик із блакитними очима, який виявляється Чарівником, несподівано постає перед ним. Він дуже злий на Толика за безглуздість його бажань і оголошує, що забирає його із собою. Випадково Чарівнику «під гарячу руку» потрапляють Мишко з його собакою Майдою, оскільки Мишко, не знаючи про те, хто перед ним, невтішно відгукується про фізично слабку зовнішність Чарівника. Наступної секунди Толик, Мишко та Майда відчувають, що злітають у повітря.

### Чудеса мимоволі
Толик отямлюється в залі якоїсь будівлі, в якій пізніше впізнає Палац піонерів. Вийшовши назовні, він виявляє поряд ще кілька споруд, одна з яких — Вітальня. Одночасно Толік стикається з металевим людиноподібним роботом Балбесом. Від нього і від Чарівника, що з'явився потім, Толік дізнається, що перебуває на острові, розташованому в певному паралельному вимірі, який називається Вчорашній День. Острів ущерть заповнений різними розвагами та задоволеннями, у вигляді атракціонів, ресторанів та магазинів, але єдині люди на острові – це Чарівник, Толік та Мишко, крім Майди та Балбеса.
Чарівник оголошує Толику, що він повинен забути Мишка, тому що Мишко більше не його друг, його друг - Чарівник, і він може дати Толику багато з того, чого не може дати йому Мишко (звісно, за рахунок сірників). Чарівник також пояснює Толику, що той свого часу сподобався йому через всі негативні якості його характеру, а саме — заздрість і лестощі, тому що Чарівник вважає, що його другом має бути той, хто йому весь час заздрить (адже з чарівними сірниками він може побажати все, що завгодно). Оскільки Чарівник не контролює пересування Толика островом, хлопчик починає самостійне блукання у спробах відшукати Мишка. Його мовчки супроводжує Балбес, у якому, як Толік з'ясовує, закладена лише одна програма: Толік може йти кудись захоче і робити що хоче, але йому не можна йти туди, де тримають Мишка. Досліджуючи острів, Толик помічає купу нісенітниці в благах, які начарував Чарівник: всі розваги абсолютно марні, тому що не вимагають жодних зусиль. Тим часом, Мишко перебуває в ув'язненні в кімнаті на одному з верхніх поверхів у високій будівлі на березі. Зі свого вікна, дивлячись на океан, він помічає, що лінія горизонту розташована дуже близько до берега, наче водна поверхня кудись обривається. Щоразу, коли Чарівник входить до нього в кімнату, він загадує бажання, щоб Мишко і Майда не могли завдати йому будь-якої шкоди. Чарівник вимагає від Мишка, щоб той вибачився перед ним, і навіть обіцяє в такому разі відпустити його додому, але Мишко відмовляється. По-перше, він не збирається кидати Толика (хоча Чарівник намагається переконати його, що Толик давно до нього байдужий), а по-друге, він відчуває, що Чарівник бреше і нікуди його не відпустить.
Толик сідає на один із катерів і вирішує-таки тікати з острова. Через якусь відстань Балбес заявляє, що Толику далі не можна пливти, і намагається відірвати його руки від штурвала. Толик волає від болю і Балбес зненацька відпускає його. Зрозумівши, що Балбес запрограмований на те, щоб не завдавати хлопчику ніякого болю, Толик починає невпинно говорити, що йому дуже боляче, завдяки чому катер пливе вперед. За якийсь час Толик бачить попереду дивне збурення води, а потім з порожнечі на якийсь час з'являється його місто, але тут катер автоматично дає задній догляд і відвозить Толика до Чарівника.
Чарівник наполегливо запитує в Толика, що той бачив, і Толик, запідозривши недобре, бреше, що нічого не бачив. Того ж вечора Чарівник приходить до Мишкаі, не стримавшись, розкриває йому секрет: світ Учорашнього Дня відокремлений від реальності якоюсь Межею; якщо підплисти до Межі на заході сонця, то можна побачити місто, а якщо підплисти на світанку, то можна виплисти за Межу. Трохи пізніше вночі Толику, зображуючи словами біль, вдається дізнатися від Балбеса, де перебуває Мишко. За допомогою робота він пробирається до друга в кімнату і допомагає йому та Майді спуститися звідти на канаті. Балбес же, який увесь час слідує за Толиком, замість того, щоб скористатися канатом, просто крокує через підвіконня, падає на землю і в ньому щось ламається. Друзі біжать на причал, але тут прокидається Чарівник і помічає їх. Оскільки у Чарівника при собі не виявляється сірників, то Толику, попри те, що Чарівник старший за нього, вдається скрутити останнього, бо той, будучи дуже залежним від сірників, фізично дуже ослаб, і замкнути його у вбиральні. Він, Мишко та Майда сідають на один із катерів і пливуть до Межі. Зламаний Балбес повільно йде за Толиком, заходить у воду і поступово ховається в глибині. Підпливши до Межі, катер цього разу пливе вперед, але коли його ніс проходить Межу, він несподівано пливе назад — Чарівник звільнився. Толик, Мишко та Майда тоді вистрибують за борт, потрапивши за Межу.
Вони виявляються прямо посеред проїжджої частини на жвавій вулиці, з'явившись з нізвідки. Радості від повернення Толик не відчуває, бо бачить довкола купу наслідків своїх бажань. Зокрема, його мама не лає його за таємниче зникнення (їхня відсутність не минула непоміченою), оскільки раніше Толик загадав бажання, щоб мама все йому дозволяла. І хоча в нього вже немає коробки з чарівними сірниками і він не може нічого виправити, випадково Толік знаходить один-єдиний сірник, що випав до цього з коробки, і ламає його, загадавши бажання, щоб у житті його батьків, друзів і його самого все було як і раніше до того, як він зустрів Чарівника.
Книга завершується післямовою, в якій автор пише, що Чарівник досі живе у Вчорашньому Дні (і будь-якої миті може повернутися в реальність, щоб знайти собі нового друга і помститися Толику), і що Толик ще довго буде, з побоюванням озираючись, ходити по вулицях і злякано здригатися щоразу, коли побачить, що йому назустріч йде людина з холодним блакитним блиском жадібності в очах.

## Видання
- Ю. Томін. «Йшов по місту чарівник», Л.: Детгиз (Ленінградське відділення), 1963 р., Малюнки Б. Калаушина
- Багаття, № 2, лютий 1964, стор 36-46, ілюстрації С. Острови,
- Ю. Томін. «Йшов по місту чарівник», Л.: Детгиз (Ленінградське відділення), 1965 р., стор 5—140, ілюстрації Б. Калаушина і З. Спицына
- Ю. Томін. «Йшов по місту чарівник», Л.: Детгиз (Ленінградське відділення), 1970 р., Малюнки Б. Калаушина
- Ю. Томін. Повісті та оповідання, Л.: Дитяча література (Ленінград), 1975 р., стор 5-130, ілюстрації С. Спіцина
- Ю. Томін. «Йшов по місту чарівник», Л.: Дитяча література (Ленінградське відділення), 1981 р., стор. 3-127, ілюстрації С. Спіцина.
- Ю. Томін. Уподобання: Повісті. Оповідання., Л.: Дитяча література (Ленінградське відділення), 1989 р., с. 89-202, ілюстрації В. Топкова.
- Ю. Томін. «Йшов по місту чарівник», М.: Спадщина, 1992 р., з. 5-216, ілюстрації Б. Калаушина, С. Спіцина та М. Патрушевой.
- Ю. Томін. «Йшов по місту чарівник», СПб.: Північний Захід, 1993 р. з. 5-168, ілюстрації А. Кабаніна.
- Ю. Томін. «Йшов по місту чарівник», М.: Знання, 1993 р., ілюстрації Б. Калаушина і З. Красовского
- Ю. Томін. «Йшов по місту арівник», М.: Бамбук, 1999 р., стор. 3—284, Художник А. Шахгелдян.
- Ю. Томін. «Йшов по місту чарівник», М.: Дрофа, 2002 р.
- Ю. Томін. «Йшов по місту чарівник», СПб.: Terra Fantastica, М.: Ексмо, 2003 р.
- Ю. Томін. «Йшов по місту чарівник», М.: Онікс 21 століття, 2004 р.
- Ю. Томін. «Йшов по місту чарівник», М.: Дитяча література, 2009 р., стор 9—300, ілюстрації Є. Медведєва.
- Казки сучасних дитячих письменників, М.: Дитяча література (Детгіз), 2010, cтр. 333-508
- Ю. Томін. «Йшов по місту чарівник», М.: Machaon, 2010 ілюстрації Н. Демидовой.
- Ю. Томін. «Йшов по місту чарівник», М.: Азбука-Аттікус, Махаон, 2012, стор 5-222

В оригінальному виданні 1963 перша частина складалася з 18-ти розділів. Через два роки, в 1965 році, Томін видав оновлене видання, в якому перша частина складалася з 19-ти розділів: була видалена 9-а глава (в якій розповідалося про пригоди перетвореного на початку книги в голуба Зайцева), а остання глава була поділена на дві частини, на 17-у та 19-ту, а в проміжку між ними було додано нову 18-ту главу, де Мишко приходить додому до Ганни Гаврилівни і розповідає їй про те, як сильно змінився Толик. Очевидно, Томін вважав саме це друге видання остаточним варіантом, тому що оригінал 1963 більше не видавався.

## Екранізація
В 1970 році вийшов знятий по книзі радянський фільм Таємниця залізних дверей.